# Старые левые
Старые, или традиционные, левые (англ. The Old Left, англ. Traditional Left) — термин, определяющий традиционные (сформировавшиеся до 1930-х гг.) направления левой мысли: ленинизма, сталинизма, троцкизма, их вариаций и ответвлений (маоизм, ходжаизм, различные троцкистские тенденции), а также первых волн анархизма. Используется в противоположность термину «Новые левые», так как теоретические и организационно-практические традиции последних начали зарождаться в 1960-х-1970-х гг.

## Термин и краткая история
Оба термина были введены в научный оборот американским марксистским социологом Чарльзом Райтом Миллсом.
Отличительной особенностью марксистских старых левых является придание большой важности созданию массовой партийной организации, выстраиваемой и действующей по бюрократическому принципу, с жесткой внутренней дисциплиной. Марксистским старым левым присущ культ вождя (Сталин, Мао, Ким Ир Сен). В случае анархистов ситуация выворачивается наизнанку — отказ от любой формы организации и дисциплины в качестве защиты от вождизма и авторитаризма в массовом децентрализованном движении. 
Основной своей социальной базой старые левые видят индустриальных рабочих, что, в особо предельных случаях, привело к появлению теории пролетаризма, по которой все классы и слои общества являются паразитическими по отношению к рабочему классу. Основные методы деятельности: митинги и пикеты, нанесение граффити, традиционные (по праздникам) демонстрации, распространение газет и листовок.
Пережив подъём в первой половине XX века, старые левые смогли прийти к власти, сперва в России, а затем, после Второй мировой войны, в странах Восточной и Центральной Европы. По мнению Иммануила Валерстайна, к середине 1960−х годов движение старых левых добилось своей исторической цели, почти повсеместно придя к власти — по крайней мере номинально (коммунисты — в странах восточного блока, социал-демократы — в Западной Европе, национально-освободительные движения — в Азии и Африке). Однако с 1950-х годов наступает серьёзный кризис:
- секретный доклад Хрущёва на XX съезде вызывает раскол в международном коммунистическом движении;
- неприятие политики сталинизма приводит к бунтам в Польше и Венгрии в 1956 году;
- противостояние Компартий СССР и Китая также ослабляет и раскалывает многие коммунистические партии;
- соглашательская позиция французской и итальянской компартий во время кризиса 1960-х;
- нежелание советской бюрократии реформировать социалистическую систему приводит к подавлению Пражской весны;
- ввод советских войск в Афганистан подрывает доверие к СССР;
- неспособность пришедших к власти социалистов провести социалистические реформы.

Бывшие некогда сильнейшими компартиями в Европе — французская и итальянская — сначала резко ослабли, а затем Итальянская компартия самораспустилась, а Французская компартия почти не имеет влияния на политическую жизнь. КПСС распалась, а некоторые бывшие её деятели оставшись на государственных постах, стали проводниками политики, не имеющей отношения к коммунистическим идеям.